# 山本忠玄
山本 忠玄（やまもと ただすみ）は、戦国時代から江戸時代初期の武将。武田家旗本より徳川家旗本になる。子が八王子千人同心9人の千人頭の一家となる。

## 略歴
最初は武田氏に仕え、天正10年（1582年）武田氏没落後は早期に徳川家康に仕え、甲州九口之道筋奉行に命じられる。
子の忠房が、八王子千人同心の9家の千人頭のうちの一家となる。

## その他
武田信玄の軍師、山本勘助の親族とも伝わる。